# Matti Vapalahti
Petri Matti Vapalahti, född 4 maj 1937 i Nykyrka, död 7 augusti 2011 i Kuopio, var en finländsk neurokirurg.
Vapalahti blev medicine och kirurgie doktor 1971, var verksam som specialist vid Åbo universitetssjukhus neurokirurgiska klinik 1972–1976, överläkare vid Kuopio universitetssjukhus neurokirurgiska klinik 1976–1991, professor i neurokirurgi vid Uleåborgs universitet 1991–1992 samt professor i neurokirurgi vid Kuopio universitet och överläkare vid neurokirurgiska kliniken vid Kuopio universitetscentralsjukhus 1992–2002. Han studerade främst hjärnskador, kirurgisk behandling av cirkulationsstörningar i hjärnan och av epilepsi samt hjärntumörer. Särskilt betydelsefull var hans forskning om genterapeutisk behandling av hjärntumörer.